# 도쿄 지하철도 1000형 전동차
도쿄 지하철도 1000형 전동차(일본어: 東京地下鉄道1000形電車)는 현재의 도쿄 지하철(구 제도고속도교통영단) 긴자선의 전신인 도쿄 지하철도가 1927년의 우에노 - 아사쿠사 개업에 맞추어 제조한 통근형 전동차이다. 지하철=지하궤도용으로서는 일본에서 처음으로 설계된 차량이다.
노선 개업에 대비해 1927년 11월에 1001-1010의 10량이 닛폰차량제조로 제조되고, 1929년에 다음해의 만세이바시(임시)역 연신에 대비하여 1011-1021의 11량이 기샤세이조(汽車製造) 도쿄 지점에서  제조되어 총 21량이 나왔다.
지하철 박물관 소장의 1001호차가 2017년 3월 10일자 문화심의회에서 문부과학대신에게 답신된 것을 받아 철도용 전기차량으로는 처음으로 국가의 중요문화재로 지정되었다(후술).
본 항목에서는 거의 동일한 구조의 증비차인 도쿄 지하철도 1100형 전동차에 대해서도 기술한다.

## 차체 구조·내장

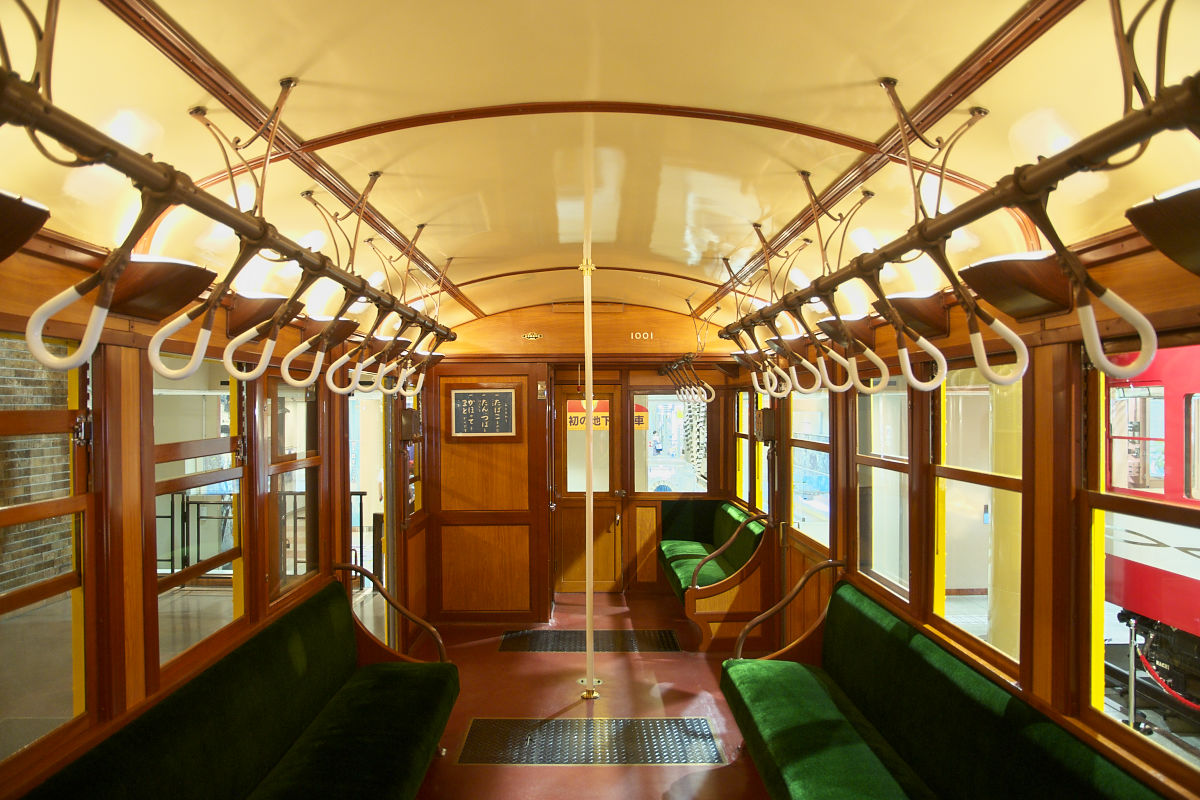
1000형 차내
(지하철 박물관 복원 보존차)

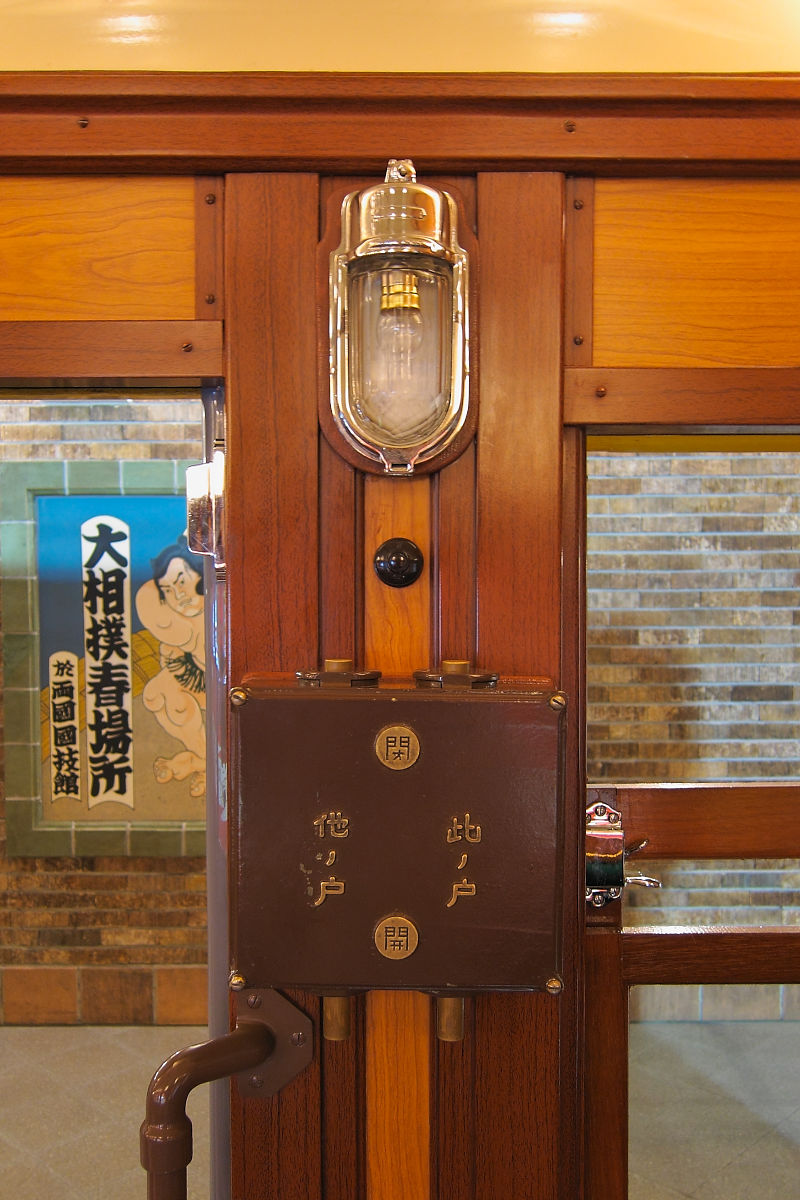
비상등과 차장 스위치(상동)

현재는 지하철뿐만 아니라 철도에서 중대한 위험이 되는 화재사고 대책으로서 엄격한 난연기준이 제정되고 있지만, 1000형은 그 이전에 일본 국내에서의 실례가 없었던 지하철 차량인 만큼, 특히 이 부분에 유의하여 당시로서는 가장 진전된 불연대책이 이루어졌다. 이 당시의 철도차량은 아직 받침대만 강철제로 그 외는 모두 목조로 한 목조차체가 일반적이며, 외판과 골조를 강철제로 한 반강제 차체로 이행하고 있는 시기였다. 그러나 본 형식은 반강제를 넘어, 지붕판이나 내장까지 강철제로 한 전강제 차체가 채용되었다. 리벳을 가로로 세운 화려한 외관이 눈길을 끌지만, 이것은 용접 기술이 미발달이었던 시대였기 때문이다.
무엇보다, 그 대가로서 자중은 크게 증대하고 있어, 차체 길이 15,500mm, 차체 폭 2,558mm의 비교적 몸집이 작은 차체로, 게다가 주전동기가 2기 탑재였음에도 불구하고, 34.8t로 주전동기  4기 탑재하는 17m급 반강제 전동차 수준의 자중이 되었다.
차체 외부도장은 황색 기조에 지붕 주위 연한색의 2색으로, 이후의 긴자선 차량의 귤색과는 다른 밝은 황색이었다. 이 도장은 당시 베를린의 U반 차량과 유사한 것으로 전해지며, 어두운 지하선 내에서 밝게 느끼도록 하기 위해 채용된 것이었다.
내장은 강판에 나뭇결 인화 인쇄를 실시해, 목조차에 익숙해진 당시의 승객이 위화감을 느끼게 하지 않게 배려가 되고 있다. 전강제 차체, 내장 나뭇결 인쇄의 선례로서는 1926년에 등장한 한신 급행전철(현 한큐 전철)의 600형이 있지만, 도쿄 지구에서는 최초의 시도였다. 또한 바닥재에 불연성재료로 리놀륨을 채용한 것도 획기적이었다.
항상 어둠에 있는 지하에서는 조명도 중요하다. 1000형에서는 일본 철도차량으로서 거의 최초로 간접조명을 채택해 차내등의 빛이 직접 승객의 눈에 비취지 않도록 배려했다.
승객용 출입문에는 당시에는 드물었던 자동문이 채용되었다. 승무원 출입문은 반실 운전대 측에만 있고 반대쪽은 좌석으로 되어 있어, 스위치는 객실 내에 있었으며 차장이 '이 문(此の戸)'(스위치에서 가장 가까운 위치에 있는 출입문)을 열어 안전 확인을 한 후 '다른 문(他の戸)'(그 이외의 모든 문)이라고 표기된 스위치를 조작해 문을 개폐하였다.
처면에는 안전 첩원(畳垣)이라고 불리는 연결 운전시의 차량간 전락을 막기 위한 접이식 구조를 갖춘 신축 자재의 울타리를 비치하고 있었다.
손잡이는 "리코식(リコ式)"으로 불리는 방식을 사용했다. 이것은 일반적으로 스프링의 힘을 통해 바깥쪽으로 튀어 고정되어 승객이 잡을 때에 앞쪽(자신) 쪽으로 당기는 구조로, 무거운 주조 부품을 조립한 것이었다(손잡이 부분은 법랑 가공). 그 후도 수지제의 경량화된 것이 오랫동안 에이단 지하철 전철의 특징으로서 도자이선의 5000계가 등장하기까지 계속 사용되었지만, 손을 놓으면 스프링의 힘으로 돌아올 때 다른 승객의 머리에 맞아 부상·안경 파손등의 문제를 일으킬 수도 있었기 때문에, 동일 계열의 1967년제 이후부터는 통상 형태로 변경되었다.

## 운용

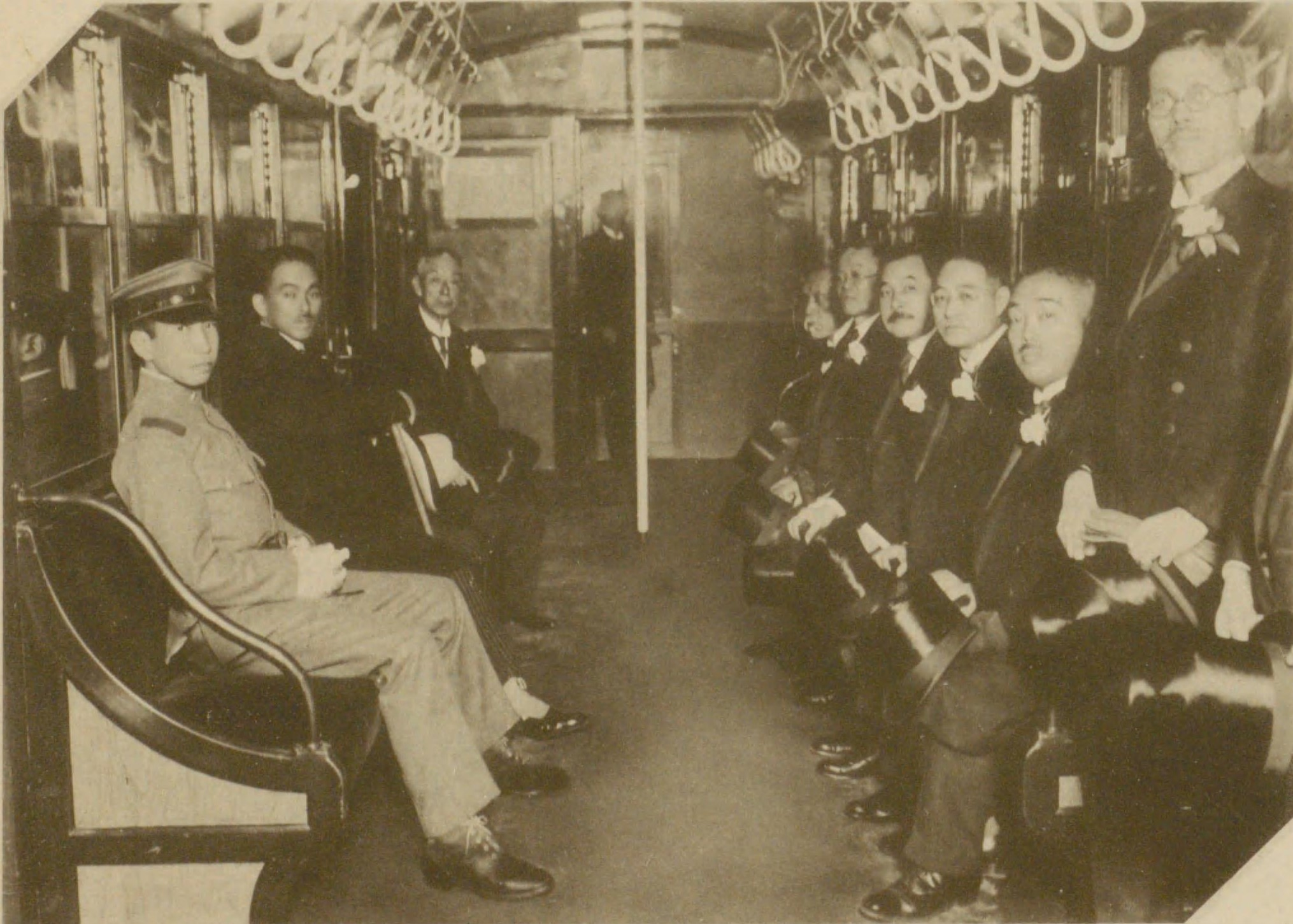
1927년 12월 29일의 도쿄 지하철도 개통식 거행 전에 1000형 전동차에 시승한 아사카노미야 야스히코 왕(왼쪽 좌석 3명중 중간)과 다케다노미야 쓰네요시 왕(왼쪽 좌석 3명중 앞)

제2차 세계대전 후 1960년대까지, 오랫동안 긴자선의 주력차량으로서 운용되었다.
눈에 띄는 변화로는 우선 1939년경 안전 첩원(畳垣)이 철거됐다. 또한 대차 중 D18은 1948년에 1100형과 공통의 축 스프링 대차인 기샤세이조 HA-18로, 3H는 1951년 이후 일체주강축 스프링 대차인 기차 HW-18로 각각 교체되었다. 이 때, 잉여된 구대차는 게이힌 급행전철·산요 전기철도·히타치 제작소 등에 양도되었다.
또한 1955년의 6연화 실시 당시에는 제동장치의 응답성능 개선을 위해 제동장치에 전자 급배수 밸브와 운전대의 브레이크 밸브 접점이 추가되고, ME(AMME) 전자자동 공기제동장치가 탑재되었다.
1968년에 1500N형 제조에 따라 1100형, 100형 모두 폐차가 결정되고 같은 해 4월 19일에 1000형 2량으로 1500N형 객차 하나를 끼워(1001+1501+1502+1002) 고별운행을 실시하였다.
1969년 2월 20일부터 3월 15일까지 운수성(현 국토교통성) 선박기술연구소와 자치성(현 총무성) 소방연구소의 협력 하에 나카노 공장에서 1002호와 1004호를 사용한 연소시험이 실시되었다.
또 폐차 당시 긴자선에서 차량 냉방 도입이 검토되고 있었으며 1014호와 1018호를 사용해 냉방시험이 실시되었다. 이 2량은 시험 종료후 코이시카와 검차구의 입환차로 사용되었으나 1975년 6월 28일자로 폐차되어 형식 소멸되었다.

## 보존차

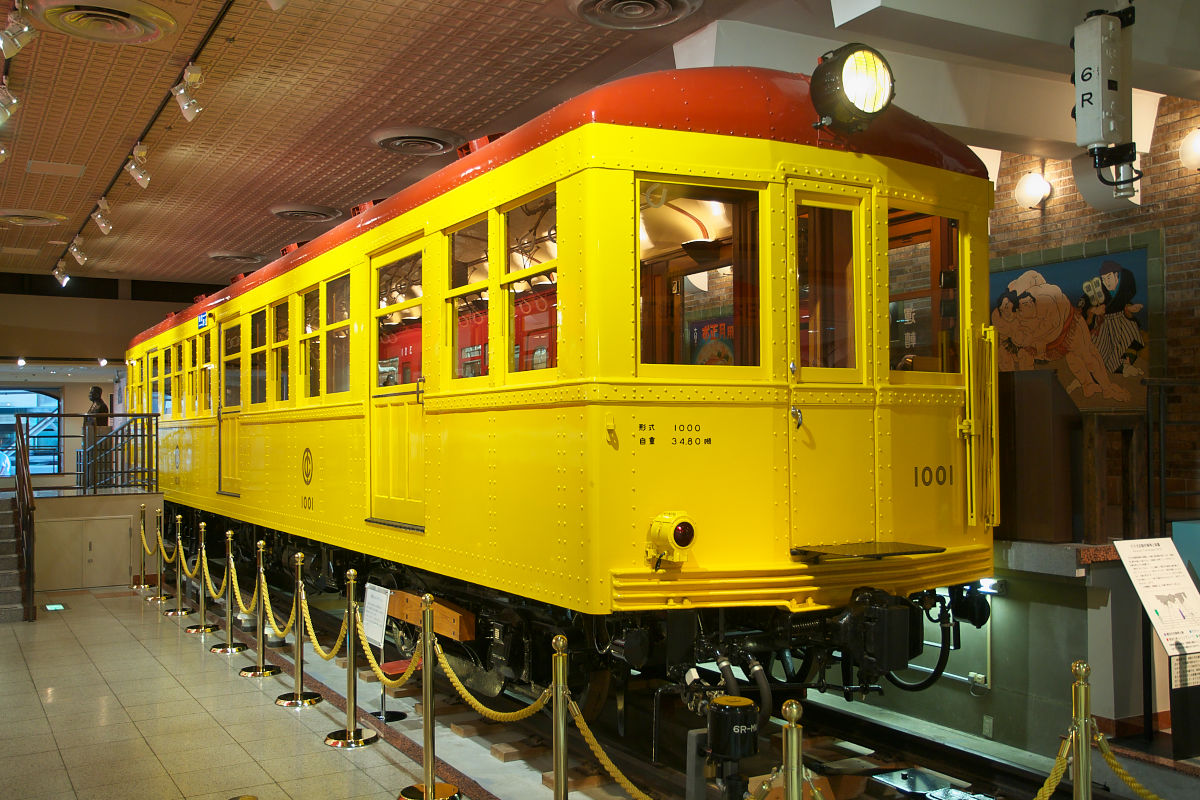
지하철 박물관에 복원 보존되어 있는 1000형 1편성

현재의 도쿄 지하철 전동차의 종합적인 기초는 이 1000형에 있다고 할 수 있다.
1000형은 전후 대차 장비 교체가 실시되고 일부 기존 대차는 다카마쓰고토히라 전기철도, 산요 전기철도 등의 표준궤의 각 사철 회사에 불하되었다. 또 히타치 제작소에 수용되어 협궤화 및 정비후, 이요 철도(伊予鉄道), 도와다 관광전철(十和田観光電鉄), 비난 전기철도(備南電気鉄道)에 매각됐다.
기념해야 할 제1호차인 1001은 폐차후, 1970년에 치요다구 간다스다정에 있던 교통 박물관(2006년 폐관)에 기증되었다. 동관에서는 개업시의 모습으로 복원이 진행되었는데, 특히 대차에 대해서는 조사결과 구대차의 불하처인 산요 전철에서 250형 최종편성(256-257) 닛폰차량제 D-18이 BW-3로 사용되고 있음이 밝혀져 1980년 동일 편성 폐차후 동일 편성이 장착하고 있던 대차 1량분을 기증받아 장비 교체를 실시하고 있다.
이후 1986년 지하철 개통 60주년 기념사업의 일환으로 도자이 선 가사이 역 고가 아래 개관한 지하철 박물관으로 이전되어 실내 보존되고 있으며, 개업 당시 우에노역을 모티브로 전시되어 있다. 그리고 2003년 6월 동관 리뉴얼을 통해 1001 옆에는 마루노우치선 300형 301도 보존되고, 동시에 기존에 원칙적으로 비공개되었던 차내도 일반에게 공개되었다. 지하철 박물관으로의 이전은 대여 형식으로 이루어졌기 때문에 이후에도 차량 소유권은 국철→동일본 여객철도(JR히가시니혼)가 가지고 있었지만 지하철박물관 개관 30주년을 계기로 2016년 12월 5일자로 동관을 운영하는 공익재단법인 메트로문화재단에 무상 양도되었다. 2017년 중요문화재 지정 이후 보호 차원에서 다시 차내부가 비공개 되었지만, 행사때 공개되기도 한다.
1997년 10월부터 12월까지 "지하철 달림 70년(地下鉄走って70年)" 기념행사의 일환으로 01계 제22편성 선두차에 1001형의 차체를 닮은 랩핑을 한 기념열차가 운행되었다. 또한 2007년 12월~2008년 1월에도 80주년을 기념하여 01계 제17편성에 1000형의 랩핑이 이루어진 기념열차이 운행되었는데, 이것은 6량 모두에 랩핑이 되었다.
2012년 4월 11일부터 긴자선에서 영업운전을 개시한 1000계는 본 형식을 모티브로 한 복고풍의 디자인을 채용하고 있으며, 차체 도색에 대해서는 지하철 박물관에 보존되어 있는 1001을 참고로 하고 있다. 또, 1000계의 최종 증비차인 제39·40편성에 대해서는, 내부를 포함하여 보다 옛형식에 가까운 디자인을 도입한 특별 사양이 되고 있다.

## 1100형
도쿄 지하철도가 1931년부터 1932년에 걸쳐 만세이바시(현재 폐역) - 교바시간을 연장했을 때에 1000형의 증비차로서 9량(차량 번호:1122-1130)이 제조되었다. 모두 기샤세이조 도쿄 지점제이다. 기기도 GE사계의 것을 답습 채용하고 있다. 1000형과의 차이점은 대차가 주강제 부품을 조합한 축 스프링 대차인 기샤세이조 HA-18로 변경된 것과, 용접 조립 도입에 의한 리벳 수의 감소 정도이다.
1000형과 같은 경위로 영단 지하철에 계승되었다.
1968년 7월까지 전량 폐차되었다. 그 후, 1122호는 교재용으로 오랫동안 마루노우치선 나카노 공장에 차고지를 만들어 보관되었다가, 1985년에 해체되었다.

## 기타
1977년 12월 일본 지하철 개통 50주년을 기념해 우정성이 발행한 기념우표에는 이 형식과 고베시 교통국 1000형이 채용됐다. 이것은, 이 형식이 일본 최초의 지하철 차량이며, 고베시 교통국 1000형은 당시 일본에서 최신형인 지하철 차량이었기 때문이다.

### 주해
1. ↑  이와 같은 도어 개폐 스위치는 현재 나고야 철도·서일본 철도 차량에서 사용되고 있다.
2. ↑  요시카와(1994)에 의하면, "리코"는, 해당 형태의 손잡이를 제조하고 있던 "Railway Improvement Co."가 상표로서 사용하고 있던 "RICO"에서 비롯되었으며, 뉴욕 지하철 등에서도 채용되고 있었다.
3. ↑  당시, 다카마쓰고토히라 전철에 불하된 10000형 일부에 장착되어 적어도 2량분이 현존 하고 있었지만, 이쪽은 기샤세이조제 3H로 1001이 장착하고 있던 기존 대차와는 달랐다.

### 문헌
1. ↑  『東京地下鉄道史. 坤』東京地下鉄道]（国立国会図書館デジタルコレクション）。
2. ↑  帝都高速度交通営団『地下鉄運輸50年史』pp.330 - 331。
3. ↑  “2017年ニュースリリース｜東京メトロ「日本初の地下鉄車両1001号車」が国の重要文化財指定へ”. 東京地下鉄. 2017년 3월 10일. 2017년 7월 3일에 확인함. 다음 글자 무시됨: ‘和書’ (도움말)
4. ↑  “「日本初の地下鉄車両1001号車」が国の重要文化財指定へ 別添ファイル” (PDF). 東京地下鉄. 2017년 7월 3일에 확인함. 다음 글자 무시됨: ‘和書’ (도움말)
5. ↑  日本初の地下鉄車両1001号車　国の重要文化財指定へ - 日本車輌製造
6. 1 2  帝都高速度交通営団『60年のあゆみ - 営団地下鉄車両2000両突破記念 - 』pp.72 - 74。
7. ↑  「日本車輛製品案内 昭和3年」記載の数値による。
8. ↑  新型車両1000系｜銀座線1000系スペシャルサイト｜東京メトロ

## 참고 문헌
- 吉川文夫 (1994)「広告に見る鉄道 (1)」、『鉄道史料』 No.75、1994年8月、鉄道史資料保存会